# Rafael Ribeiro
Rafael Ribeiro (* 23. Juni 1986) ist ein ehemaliger brasilianischer Sprinter.
Bei den Jogos da Lusofonia 2006 in Macau gewann er Silber über 100 Meter.
2007 erreichte er bei den Panamerikanischen Spielen in Rio de Janeiro über 100 Meter das Halbfinale und siegte in der 4-mal-100-Meter-Staffel. Bei den Weltmeisterschaften in Ōsaka kam Ribeiro mit der brasilianischen 4-mal-100-Meter-Stafette auf den vierten Platz.
Seine persönliche Bestzeit über 100 Meter von 10,27 s stellte er am 19. Juli 2008 in Bogotá auf.